# Municipio de Camden (Minnesota)
El municipio de Camden (en inglés: Camden Township) es un municipio ubicado en el condado de Carver en el estado estadounidense de Minnesota. En el año 2010 tenía una población de 922 habitantes y una densidad poblacional de 10,36 personas por km².

## Geografía
El municipio de Camden se encuentra ubicado en las coordenadas 44°51′7″N 93°56′57″O / 44.85194, -93.94917. Según la Oficina del Censo de los Estados Unidos, el municipio tiene una superficie total de 89 km², de la cual 87,08 km² corresponden a tierra firme y (2,16 %) 1,92 km² es agua.

## Demografía
Según el censo de 2010, había 922 personas residiendo en el municipio de Camden. La densidad de población era de 10,36 hab./km². De los 922 habitantes, el municipio de Camden estaba compuesto por el 98,48 % blancos, el 0,43 % eran afroamericanos, el 0,22 % eran amerindios, el 0,76 % eran asiáticos y el 0,11 % eran de una mezcla de razas. Del total de la población el 0 % eran hispanos o latinos de cualquier raza.